# Howard (Kansas)
Pour les articles homonymes, voir Howard.
La ville de Howard est le siège du comté d'Elk, situé dans le Kansas, aux États-Unis.